# 上訴法院
上訴法院或上訴法庭（appellate court：appeals court；court of appeals (美式英語)；appeal court (英式英語)；court of second instance；second instance court），是审判机关类型之一，它是司法體系中負責審議下級法院的上訴案件。終審法院是最高的上訴法院。